# 遠雄自由貿易港區

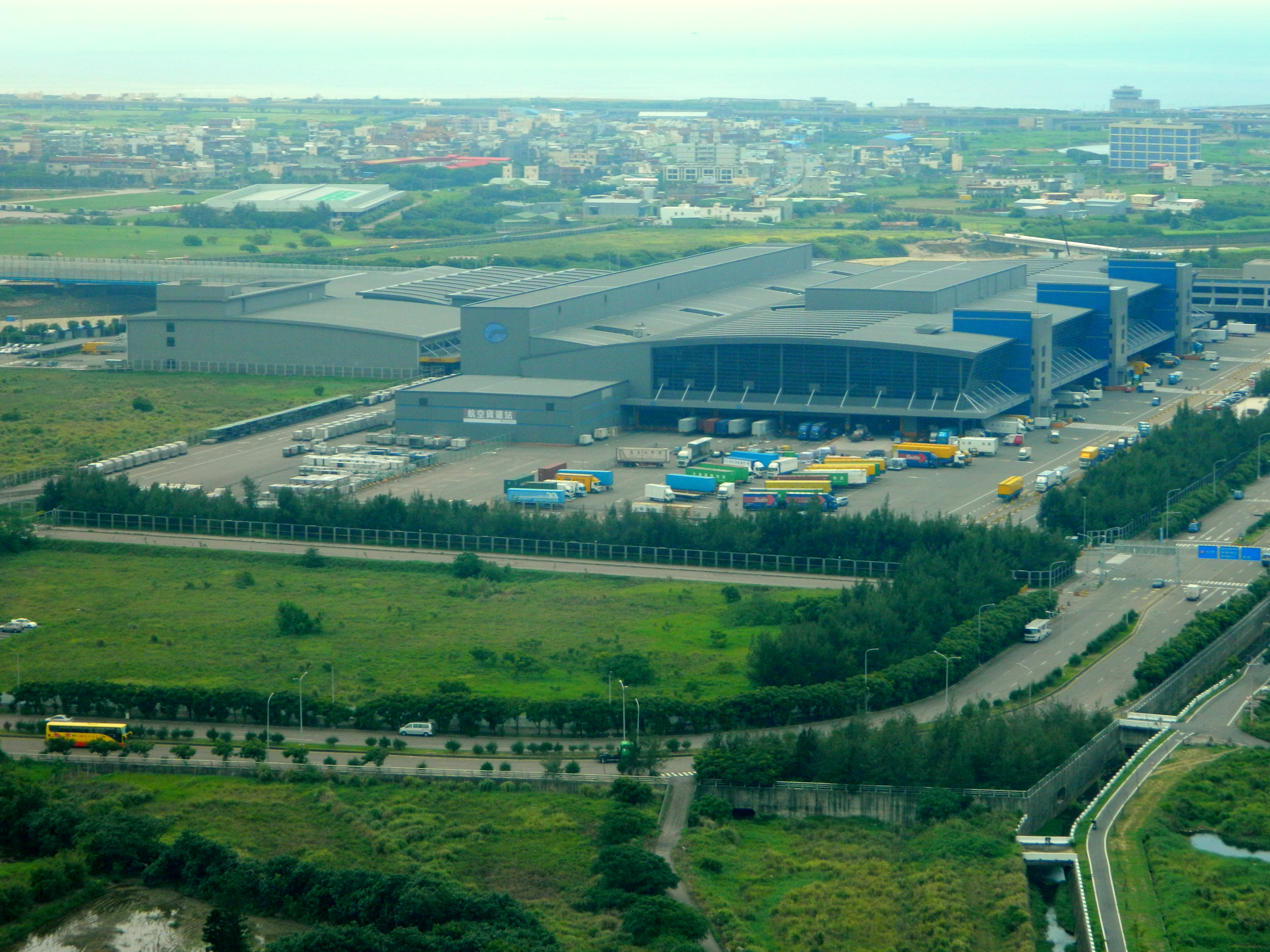
遠雄自由貿易港區航空貨運站

遠雄自由貿易港區，選址於桃園市大園區桃園國際機場計劃區內，全區佔地45公頃，總投資金額新台幣250億元，為台灣首座境內關外之航空貨運園區兼自由貿易區，全世界600多座自由貿易區中唯一包括貨運站、倉辦大樓、加值園區、國內外物流中心、運籌中心。
遠雄空運倉儲成立於1991年，經營空運貨物進出口通關、保稅、儲運業務。1999年股票上櫃，2004年股票上市。遠雄空運倉儲於2000年起積極參與交通部民用航空局推動之「桃園航空貨運園區開發計畫」，2003年正式取得50年BOT模式開發經營權。

## 外部連結
- 遠雄自由貿易港區 （页面存档备份，存于）